# 日本アマチュアゴルフ選手権競技
日本アマチュアゴルフ選手権競技（にほんアマチュアゴルフせんしゅけんきょうぎ）は日本の男子アマチュアゴルファー日本一を決めるトーナメント。主催は日本ゴルフ協会。

## 歴史
1907年、六甲の神戸ゴルフ倶楽部で第1回大会が行われた。参加選手は14名で、初代優勝者はA.B. LOWSONであった。1923年は関東大震災で中止。その年の10月17日に日本ゴルフ協会が設立された。1940年と1943年から1949年までは交通事情と戦争、2020年の新型コロナの大流行でそれぞれ中止されたが、100年の歴史を誇る大会となっている。
過去には中嶋常幸、倉本昌弘、星野英正、宮里優作らが優勝を果たしている。サラリーマンを本業としゴルフを続け、本大会で計6回の優勝を果たした中部銀次郎は「プロより強いアマチュア」と称されている。
2011年大会は当初宮城県の利府ゴルフ倶楽部で開催予定だったが、東日本大震災の影響で愛知県の三好カントリー倶楽部・西コースで開催された。なお利府GCでの開催は2014年に振替開催された。
2015年は開催100回記念を迎え、歴代優勝者に敬意を表し、過去の歴代優勝者の方の出場資格を付与。その資格で出場したのが、1981年大会優勝の内藤正幸、1982年大会優勝の金本勇、1985年大会優勝の中川隆弘、1989年大会優勝の尾家清孝、2000年大会優勝の和田博の5人。金本は75歳の日本アマ最年長出場記録を更新した。

### 中止大会[3]
1923年関東大震災のため中止。
1940年交通事情により中止。
1943〜1949年戦争のため行なわれず。
2018年は、福岡県の芥屋ゴルフ倶楽部で、第1ラウンドが台風接近で中止。その後ラウンドは行われたものの、西日本豪雨による水害により、コースコンディション悪化のため第2ラウンドも中止。所定の4日のうち3日間で競技が中止、予備日の設定がなく、順延が不可能となり、全選手（141名）が競技成立に必要な36ホールズを消化できなかったため、大会史上初の開催不成立（ノーゲーム）となった。

## 大会の方式
大会は当初18ホールで行われたが、マッチプレーになってからはシードプロも出たが、1967年からはストロークプレーで行われていた。そして、2000年から15年までは前半2日間は36ホールにわたるストロークプレーを行い、32名が後半3日間のマッチプレーで優勝者を決めていた。
2015年は開催100回を記念して、兵庫県の廣野ゴルフ倶楽部と小野カントリー倶楽部の2会場で開催。初日・2日目のストロークは両コースを1ラウンドずつ行い、上位64名が廣野GCでのマッチプレーに進出し、優勝者を決定した。
2016年以降はこれを撤廃し、4日間72ホールのストロークプレーで優勝を争うことが2015年12月のJGA理事会で決定した。
なお予選がストロークプレー、決勝がマッチプレーの場合において、予選ラウンドをトップ通過した者に対しては「メダリスト」の称号が与えられ、優勝者等と並んで表彰の対象となる。

### 参加資格
日本ゴルフ協会または全米ゴルフ協会のハンディキャップインデックスを取得済みで、次のいずれかに該当する男子アマチュアゴルファーに参加資格が与えられる。
- 各地区連盟主催アマチュアゴルフ選手権競技による成績上位者
- 日本アマチュアゴルフ選手権競技の過去5年間の優勝者
- 前年の指定されたゴルフ選手権競技の成績上位者
- 前年の国民体育大会ゴルフ競技成年男子種別個人戦優勝者
- 同年の全日本パブリックアマチュアゴルフ選手権競技優勝者および2位
- 日本ゴルフ協会の特別承認者

## 歴代優勝者
- 1907年：A.B.ローソン
- 1908年：F.E.Colchester
- 1909年：J.L.Crockatt
- 1910年：J.L.Crockatt
- 1911年：E.G.Fradgley
- 1912年：Alfred Wragge
- 1913年：Alfred Wragge
- 1914年：Alfred Wragge
- 1915年：H.E.Daunt
- 1916年：E.I.M.Barrett
- 1917年：G.A.Roper
- 1918年：井上信
- 1919年：川崎肇
- 1920年：H.Ｗ.マルコム
- 1921年：田中善三郎
- 1922年：大谷光明
- 1924年：川崎肇
- 1925年：川崎肇
- 1926年：赤星四郎
- 1927年：野村駿吉
- 1928年：赤星四郎
- 1929年：F.H.I.ブラウン
- 1930年：赤星六郎
- 1931年：新田恭一
- 1932年：成宮喜兵衛
- 1933年：鍋島直泰
- 1934年：鍋島直泰
- 1935年：鍋島直泰
- 1936年：佐藤儀一
- 1937年：佐藤儀一
- 1938年：佐藤儀一
- 1939年：原田盛治
- 1941年：佐藤儀一
- 1942年：成宮喜兵衛
- 1950年：月本啓二
- 1951年：P.アブラハム
- 1952年：芝本順三
- 1953年：三好徳行
- 1954年：三好徳行
- 1955年：三好徳行
- 1956年：H.チャック
- 1957年：A.スモール
- 1958年：石本喜義
- 1959年：中部一次郎
- 1960年：田中誠
- 1961年：石本喜義
- 1962年：中部銀次郎
- 1963年：森本弘
- 1964年：中部銀次郎
- 1965年：森河伸治
- 1966年：中部銀次郎
- 1967年：中部銀次郎
- 1968年：大川清
- 1969年：山田健一
- 1970年：山田健一
- 1971年：入江勉
- 1972年：入江勉
- 1973年：中島常幸
- 1974年：中部銀次郎
- 1975年：倉本昌弘
- 1976年：森道応
- 1977年：倉本昌弘
- 1978年：中部銀次郎
- 1979年：湯原信光
- 1980年：倉本昌弘
- 1981年：内藤正幸
- 1982年：金本勇
- 1983年：加藤一彦
- 1984年：長田敬市
- 1985年：中川隆弘
- 1986年：伊藤嘉浩
- 1987年：鈴木亨
- 1988年：川岸良兼
- 1989年：尾家清孝
- 1990年：倉本泰信
- 1991年：宮本勝昌
- 1992年：米倉和良
- 1993年：米倉和良
- 1994年：杉本周作
- 1995年：杉本周作
- 1996年：星野英正
- 1997年：洪家煜
- 1998年：星野英正
- 1999年：星野英正
- 2000年：和田博
- 2001年：宮里優作
- 2002年：藤田大
- 2003年：甲斐慎太郎
- 2004年：李東桓
- 2005年：金庚泰
- 2006年：金庚泰
- 2007年：小林伸太郎
- 2008年：金飛鳥
- 2009年：宇佐美祐樹
- 2010年：阿部裕樹
- 2011年：櫻井勝之
- 2012年：小袋秀人
- 2013年：大堀裕次郎
- 2014年：小木曽喬
- 2015年：金谷拓実

72ホールストロークプレー
| Year   | 優勝者     | 開催コース                         | スコア     | パー       | 2位との差  | 2位（タイ）                  |
| ------ | ---------- | ---------------------------------- | ---------- | ---------- | ---------- | ---------------------------- |
| 2016年 | 亀代順哉   | 北海道ブルックスカントリークラブ   | 282        | −6         | Playoff    | 比嘉一貴                     |
| 2017年 | 大澤和也   | 広島カンツリー倶楽部・八本松コース | 280        | −8         | 1打差      | 中島啓太, 砂川公佑, 今野大喜 |
| 2018年 | 競技不成立 | 競技不成立                         | 競技不成立 | 競技不成立 | 競技不成立 | 競技不成立                   |
| 2019年 | 木村太一   | 伊勢CC                             | 274        | −10        | 2          | 中島啓太                     |
| 2021年 | 中島啓太   | 大利根CC                           | 206        | −10        | 3          | 出利葉太一郎                 |
| 2022年 | 岡田晃平   | 広島CC八本松                       | 273        | –15        | 1          | 古川龍之介                   |
| 2023年 | 中野麟太朗 | ツキサップGC                       | 273        | –15        | Playoff    | 鵜瀬璃久                     |
| 2024年 | 松山茉生   | 廣野GC                             | 203        | -7         | Playoff    | 山下勝将                     |
| 2025年 | 佐藤快斗   | 横浜CC西C                          | 265        | –15        | 2          | 長崎大星                     |
| 2026年 | 不明の旗   | 四日市CC                           |            | –          |            | 不明の旗                     |

1. 1 2  天候の影響で54ホールに短縮

## 大会記録
最多優勝：6回 中部銀次郎（1962年、1964年、1966年、1967年、1974年、1978年）
最多連続優勝：3連覇 三好徳行（1953年 - 1955年）、佐藤儀一（1936年 ‐ 1938年）、鍋島直泰（1933年 ‐ 1935年）、A.WRAGGE（1912年 ‐ 1914年）
最年長優勝：43歳11ヶ月 三好徳好（1955年）
最年少優勝者：15歳344日 松山茉生（2024年）
最年長出場：75歳235日 金本勇（2015年）
最年少出場：12歳6日 伊藤涼太（2002年）
最少出場者数：11人（1908年、1909年）
最多出場者数：218人（2015年）
最多開催コース：11回 廣野GC
18ホール最少ストローク：63 中島啓太（2021年2日目）
（日本ゴルフ協会参照）